# Беридзе, Александр Лонгинович
Александр Лонгинович Борисов Беридзе (груз. ალექსანდრე ბორისოვ ბერიძე; 13 октября 1858—1917) — грузинский живописец и график.

## Биография
Родился в Тифлисе. Учился в 1877-78 и 1881-82 годах в Петербургской академии художеств. В 1879—80 и 1883—85 годах жил в Италии, где получил заказ на создание портрета Гарибальди,сотрудничал с издателями газет и журналов .
Является представителем реалистического направления. Одним из первых в грузинском искусстве обратился к изображению народных типов.
Создал много портретов деятелей грузинской культуры.
Учитель рисования во Владикавказском кадетском корпусе с 1901 г. Умер в 1917 году в городе Владикавказ от сердечного приступа.

## Картины
- «Пейзаж», «Портрет смеющегося старика» (обе 1881), «Портрет Марии Сафаровой - Абашидзе в роли Офелии» (1883), «Девочка, вяжущая чулок» (1892).